# Online Mendelian Inheritance in Man
Online Mendelian Inheritance in Man (OMIM) este o bază de date care cataloghează toate bolile cunoscute de o origine  genetică și atunci când este posibil, le leagă de genele relevante în genomul uman și oferă referințe pentru continuarea cercetărilor și instrumente de analiză a genomului unei gene catalogate. OMIM este una dintre bazele de date din National Center for Biotechnology Information (NCBI) din SUA și este inclusă în meniurile sale de căutare.

## Legături extene
- Pgina web OMIM